# Walter Kappacher

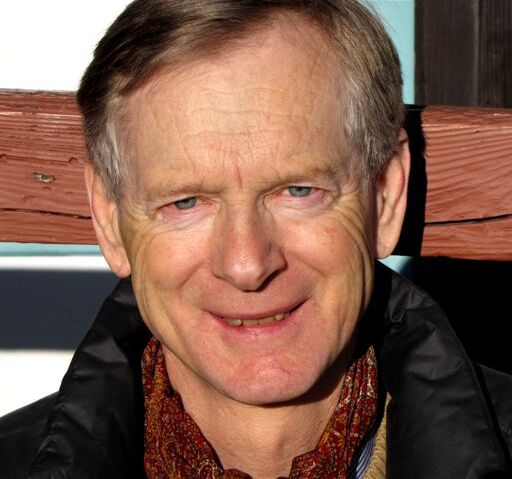
Walter Kappacher (2009)

Walter Kappacher (* 24. Oktober 1938 in Salzburg; † 24. Mai 2024 ebenda) war ein österreichischer Schriftsteller. Im Jahr 2009 wurde er mit dem Georg-Büchner-Preis ausgezeichnet.

## Leben
Aufgewachsen in Salzburg, absolvierte Kappacher nach dem Besuch der Volks- und Hauptschule Lehr- und Gesellenjahre als Motorradmechaniker. Er war einige Jahre lang begeistert vom Motorrad-Rennsport. Nach dem Militärjahr entwickelte er ein gesteigertes Interesse fürs Theater und begann eine Ausbildung in einer Münchner Schauspielschule, die er wieder abbrach. Als bestimmendes Interesse trat immer mehr das Lesen und Schreiben in den Vordergrund. Als Brotberuf wählte er die Tätigkeit eines Reisebüro-Kaufmanns.
Kappacher schrieb seit 1964. Erstmals veröffentlichte er 1967 einige Kurzgeschichten in der Stuttgarter Zeitung. Erste längere Veröffentlichungen wie Nur Fliegen ist schöner und Die Werkstatt folgten in den 1970er-Jahren. 1978, nach seinem 40. Geburtstag, entschloss er sich – aufgrund eines Drehbuch-Auftrags – zu kündigen und vom Schreiben zu leben. Er verfasste eine Reihe von Erzählungen und Romanen, aber auch Hörspiele und Fernsehdrehbücher.
Erwin Chargaff würdigte den Stil von Walter Kappacher mit den Worten: „Er schreibt eine Art Hochquellprosa. Unendlich viel Arbeit geht in einen Stil, den man zuerst nicht wahrnimmt.“ Ein weiterer Bewunderer von Kappacher ist Peter Handke, der sich erfolgreich für die Verleihung des Hermann-Lenz-Preises an Kappacher einsetzte. Innerhalb der weitgehend von Autorengruppierungen geprägten österreichischen Gegenwartsliteratur nahm Kappacher eine der wenigen Einzelgängerpositionen ein. Kappacher galt lange Zeit als Geheimtipp in der deutschsprachigen Gegenwartsliteratur; erst seine Auszeichnung mit dem Georg-Büchner-Preis im Jahr 2009 machte ihn einem breiteren Publikum bekannt.
Walter Kappacher lebte lange gemeinsam mit seiner früh verwitweten Mutter in deren Wohnung in Salzburg und pflegte sie über Jahre bis zu ihrem Tod. Mitte der 1990er-Jahre zog er mit seiner Ehefrau, einer Lehrerin, nach Obertrum. Ab 2014 lebte er wieder in Salzburg. Er war Mitglied des Österreichischen P.E.N. Clubs, der Deutschen Akademie für Sprache und Dichtung in Darmstadt sowie Träger hochrangiger Preise und eines Ehrendoktorats.
Zuletzt veröffentlichte Kappacher anlässlich seines 80. Geburtstages den Prosaband Ich erinnere mich. Walter Kappacher starb am 24. Mai 2024 im Alter von 85 Jahren.

## Werke
- Nur fliegen ist schöner und andere Geschichten. Alfred Winter Verlag, Salzburg 1973.
- Morgen. Roman. Alfred Winter Verlag, Salzburg 1975.
- Die Werkstatt. Roman. Alfred Winter Verlag, Salzburg 1975.
- Rosina. Erzählung. Klett-Cotta, Stuttgart 1978. / Mit einem Nachwort von Armin Ayren, Deuticke, Wien 2010, ISBN 978-3-552-06147-7.
- Die irdische Liebe. Erzählungen. Klett-Cotta, Stuttgart 1979.
- mit Peter Keglevic: Die Jahre vergehen. Zwei Drehbücher, Residenz Verlag, Salzburg/Wien 1980.
- Der lange Brief. Roman, Klett-Cotta, Stuttgart 1982.
- Gipskopf. Literaturverlag Droschl, Graz 1984.
- Cerreto. Aufzeichnungen aus der Toscana. Mit Zeichnungen des Autors, Aigner Verlag, Salzburg 1989.
- Touristomania oder Die Fiktion vom aufrechten Gang. Österreichischer Bundesverlag, Wien 1990.
- Ein Amateur. Roman. Deuticke, Wien 1993.
- Wer zuerst lacht. Erzählungen. Deuticke, Wien 1997.
- Silberpfeile. Roman. Deuticke, Wien 2000.
- Selina oder Das andere Leben. Roman. Deuticke, Wien 2005, ISBN  978-3-552-06018-0.
- Hellseher sind oft Schwarzseher. Erinnerungen an Erwin Chargaff. Verlag Ulrich Keicher, Warmbronn 2007, ISBN 978-3-938743-52-2.
- Der Fliegenpalast. Roman. Residenz Verlag, St. Pölten/Salzburg 2009, ISBN 978-3-7017-1510-7.
- Schönheit des Vergehens. Fotoband. Müry Salzmann, Salzburg 2009, ISBN 978-3-99014-003-1.
- Marilyn Monroe liest Ulysses. Notizen, Fundstücke und dreizehn Fotografien. Nachwort von Matthias Bormuth. Verlag Ulrich Keicher, Warmbronn 2010, ISBN 978-3-938743-86-7.
- Land der roten Steine. Roman. Hanser Verlag, München 2012, ISBN 978-3-446-23861-9. (März 2012: ORF-Bestenliste)
- Die Amseln von Parsch und andere Prosa. Müry Salzmann, Salzburg/Wien 2013, ISBN 978-3-99014-073-4.
- Der vierundzwanzigste Mai. Verlag Ulrich Keicher, Warmbronn 2013.
- Trakls letzte Tage & Mahlers Heimkehr. Müry Salzmann, Salzburg/Wien 2014, ISBN 978-3-99014-104-5.
- Ich erinnere mich und andere Prosa. Müry Salzmann, Salzburg/Wien 2018, ISBN 978-3-99014-167-0.

## Übersetzungen
- Henry James: Die mittleren Jahre. Erzählung. Aus dem Englischen übertragen und mit einem Nachwort von Walter Kappacher. Jung und Jung Verlag, Salzburg/Wien 2015, ISBN 978-3-99027-077-6.

## Auszeichnungen und Ehrungen
- 1975 Rauriser Förderungspreis
- 1977 Förderpreis zum Großen Österreichischen Staatspreis für Literatur
- 1986 Literaturpreis des Kulturkreises im Bundesverband der Deutschen Industrie
- 1997 Calwer Hermann-Hesse-Stipendium
- 2004 Hermann-Lenz-Preis
- 2005 Mitglied der Deutschen Akademie für Sprache und Dichtung in Darmstadt
- 2006 Großer Kunstpreis des Landes Salzburg
- 2008 Ehrendoktorat der Universität Salzburg[10]
- 2009 Georg-Büchner-Preis;[11] Korrespondierendes Mitglied der Bayerischen Akademie der Schönen Künste;[12] internationaler Preis für Kunst und Kultur des Salzburger Kulturfonds
- 2015 Wappenmedaille in Gold der Landeshauptstadt Salzburg[13]
- 2018 Ring der Stadt Salzburg[13]